# Biagio Brasini
Biagio Brasini (Cesena, 9 marzo 1817 – Roma, 26 dicembre 1899) è stato un imprenditore italiano.

## Biografia
Nato da Giuseppe Brasini ed Elisabetta Innocenti fonda a Forlì, insieme al fratello Stefano, la Ditta Fratelli Brasini, di produzione e vendita di caramelle e cioccolata, drogheria e pasticceria, che riscuoterà prestigio e menzioni a livello europeo.
Nel 1848  partecipa alla prima guerra di indipendenza, (Vicenza, battaglia di Monte Berico), insieme ai volontari forlivesi dello Stato Pontificio con il ruolo di sergente portabandiera, sotto il capitano Ghinassi. Tornato nella sua città di adozione sposa Angela Lega, che gli darà, il 22 dicembre 1849, la figlia Elisabetta (che sposerà Giuseppe Ricca Rosellini).
Realizzata una macchina mossa da forza animale per polverizzare i semi di cacao, che serviva anche alla produzione di confetture, alla polverizzazione del caffè, del pepe e di altre spezie, ottenne per questa una Menzione Onorevole alla Esposizione universale di Londra del 1862, dopo la quale ebbe richieste di forniture di cioccolata dalla Gran Bretagna. Partecipa in seguito, tra le altre, alla Esposizione universale di Parigi del 1872.
Acquistato nel 1852 il podere della Loreta (Polenta, frazione di Bertinoro), ricco di una sorgente di acque minerali, cura che ne siano fatte le analisi chimiche, da Fausto Sestini, e ne inizia lo sfruttamento industriale, che avrà il suo massimo successo a fine secolo.